# Gulbahar Haitiwaji
Gulbahar Haitiwaji, née le 24 décembre 1966 à Yining dans la région autonome du Xinjiang, en Chine, est une femme membre de la minorité ethnique musulmane et turcophone ouïghoure. En 2016, alors qu'elle vit en France depuis dix ans, elle est rappelée en Chine où elle est arrêtée et internée dans un camp de rééducation pendant trois ans.

## Biographie

### Jeunesse
Gulbahar Haitiwaji est née le 24 décembre 1966 à Yining (Ghulja en ouïghour) ou, dans la région autonome ouïghoure du Xinjiang, berceau du peuple ouïghour,.
Cette fille d'ouvriers veut devenir médecin ou infirmière mais elle s'oriente finalement vers des études d'ingénieur. Elle épouse Kerim Haitiwaji et travaille avec lui à la Compagnie du pétrole à Karamay, grande ville située au nord de la région. Ils ont deux filles, Gulhumar et Gulnigar, qui naissent en 1992 et en 1997 et vivent dans un appartement fourni par la compagnie.
En 2006, alors que la Chine accentue les répressions contre les Ouïghours et leur interdit l'accès à de nombreux emplois, la famille Haitiwaji part pour la France où ils obtiennent l'asile politique,.

### L'arrestation, L'emprisonnement puis l'enfer du camp de concentration
Le 19 novembre 2016, alors que Gulbahar Haitiwaji et sa famille sont installés en France, à Boulogne-Billancourt, depuis dix ans, elle reçoit un appel de son ancien employeur, la Compagnie du pétrole, qui lui demande de revenir au Xinjiang pour des formalités administratives liées à sa retraite. Elle essaie d'envoyer une amie régler pour elle ses affaires mais son interlocuteur insiste. Gulbahar Haitiwaji s'envole alors le 25 novembre 2016 pour Karamay. Cinq jours plus tard, la police l'arrête chez son employeur où elle est menottée et emmenée au commissariat pour un premier interrogatoire. Elle est ensuite relâchée mais reste constamment surveillée par les policiers qui lui ont retiré son passeport, ce qui lui interdit de quitter le pays. Le 20 janvier 2017, elle est arrêtée pour terrorisme sur la base d'une photo de sa fille Gulhumar Haitiwaji participant à une manifestation à Paris organisée par l'association des ouïghours de France, pour dénoncer la répression chinoise au Xinjiang. Bien qu'elle clame ne s'être jamais intéressée à la politique, Gulbahar passe six mois en prison, dans une cellule glacée avec une trentaine d'autres femmes ouïghoures, où elle est enchainée aux mains et aux pieds et régulièrement soumise à la torture physique et psychologique (tels que la privation de sommeil et de nourriture, des néons et caméras allumés jours et nuits, l'interdiction de prier, de parler ouïghour, d’entamer une grève de la faim ou de dessiner sur les murs). Elle doit également apprendre par cœur le règlement intérieur sous peine d'être punie.
À partir du 29 janvier 2017, sa famille n'a plus de nouvelle pendant au moins deux ans.
Le 9 juin 2017, après plusieurs semaines de détention, elle est envoyée dans une « école » prétendant sauver les Ouïghours de la pauvreté et de l'obscurantisme. Dans ce lieu, la vie est rythmée par les entraînements physiques éreintants, le lavage de cerveau, les insultes, les violences physiques et verbales ainsi que les humiliations quotidiennes. Le camp s'apparente davantage à un camp de travail pénitentiaire (un laogai) qu'à une école. Au sein de ce camp, elle doit suivre des cours quotidiens, onze heure par jour, d'histoire, de droit et de chinois. Avant et après chaque cours, elle doit remercier le parti communiste chinois et le leader du parti Xi Jinping. Elle est soumise à des évaluations quotidiennes et doit apprendre une chanson de propagande du parti communiste chinois par cœur sous peine de sanctions. Cette assimilation forcée à la culture chinoise à pour but d'effacer des consciences tout sentiment d'appartenance à la culture ouïghoure.
Elle est également soumise à la vaccination forcée, officiellement contre la grippe deux fois par an, mais elle s'aperçoit rapidement que certaines jeunes femmes n'ont plus leurs menstruations. C'est seulement à son retour en France que Gulbahar Haitiwaji apprend que les femmes ouïghoures ont été en fait soumise à la stérilisation forcée. Cette campagne de stérilisation a pour objectif d'effacer progressivement l'ethnie ouïghour dans un vaste programme de génocide culturel organisé par le gouvernement chinois.
Le 23 novembre 2018, après un procès non équitable où les policiers jouent également le rôle de juges, elle est condamnée à sept ans d'enfermement car son mari et sa fille sont accusés d'être des activistes séparatistes. Elle est transférée dans un camp plus grand puis renvoyée en maison d’arrêt.
Grâce à l'intervention du gouvernement français, mis sous pression par sa fille, les conditions de vie de Gulbahar Haitiwaji s'améliorent sensiblement à partir de mars 2019. Le 21 août 2019, elle peut rentrer en France, après trois années de détention.
Néanmoins, trois ans après sa libération, Gulbahar Haitiwaji subit encore les séquelles de ses trois années de détention. Sa santé s'est considérablement dégradée, sa vue a baissé, elle souffre de douleurs récurrentes au dos et aux articulations et sa mémoire s'est également détériorée. Sur le plan mental et psychologique, les séquelles de son enfermement restent toujours présentes malgré le soutien de sa famille, de ses proches et de la communauté ouïghoure.
Après la parution de son livre Rescapée du Goulag chinois le 13 janvier 2021, l'ambassade de Chine en France publie une longue déclaration indiquant des raisons pour la condamnation de Gulbahar Haitiwaji et démentant les conditions de détention qu'elle décrit[source secondaire nécessaire].

## Publication
- Gulbahar Haitiwaji et Rozenn Morgat, Rescapée du goulag chinois, Paris Équateurs, 13 janvier 2021, 284 p. (ISBN 2849908231)